# Maria-de-olho-claro
Tiraninho-pigmeu-d'olho-claro ou maria-de-olho-claro (Atalotriccus pilaris) é uma espécie de ave da família Tyrannidae. É a única espécie do género Atalotriccus.
Pode ser encontrada nos seguintes países: Brasil, Colômbia, Guiana, Panamá e Venezuela.
Os seus habitats naturais são: florestas secas tropicais ou subtropicais e florestas subtropicais ou tropicais húmidas de baixa altitude.

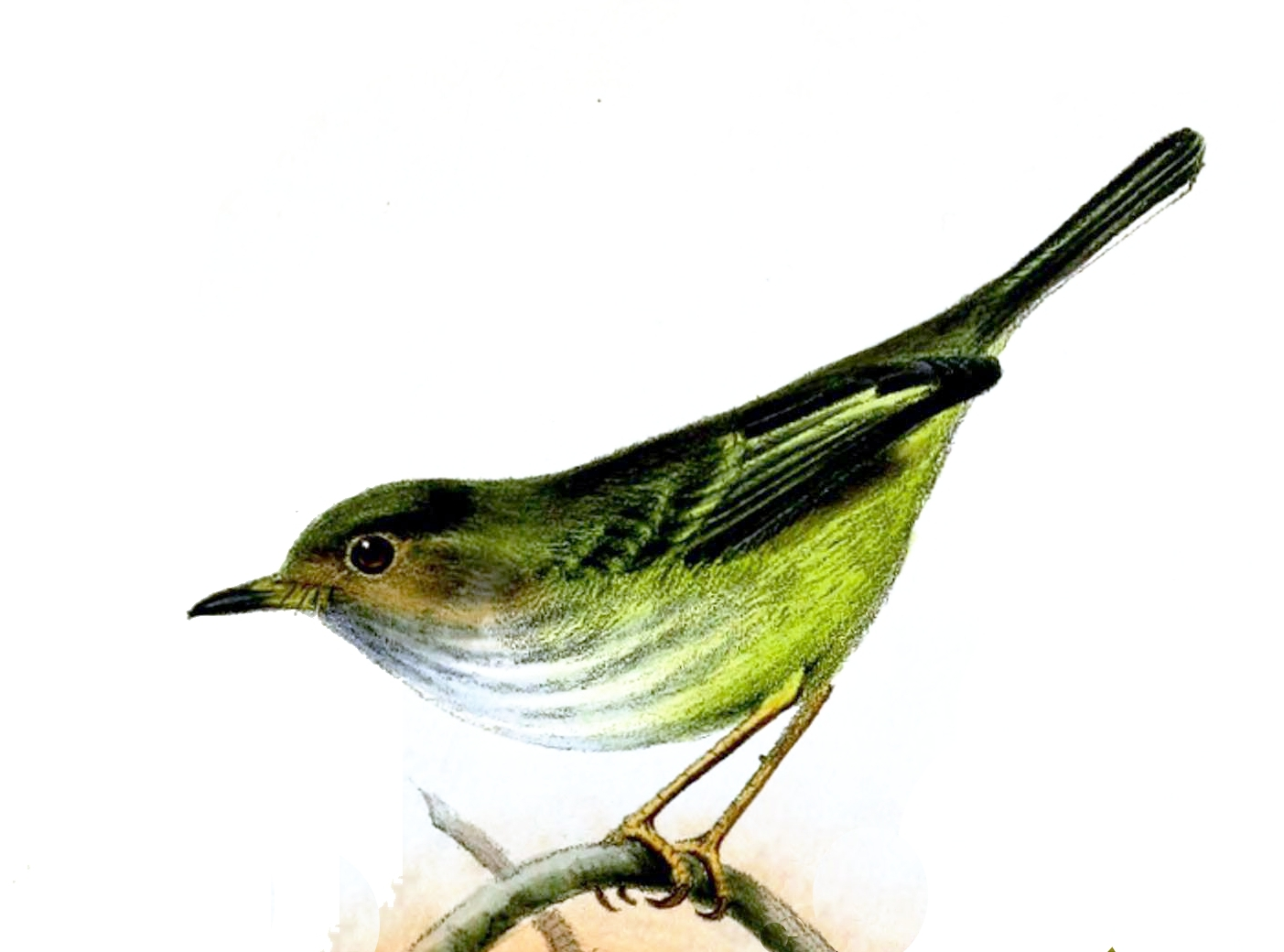